# Poletne olimpijske igre 1912
Poletne olimpijske igre 1912 (uradno Igre V. olimpijade) so potekale leta 1912 v Stockholmu (Švedska). To so bile prve olimpijske igre, na katerih so sodelovali športniki iz vseh petih celin, ki so simbolizirane z olimpijskimi krogi ter zadnje olimpijske igre, na katerih so podelili čiste zlate olimpijske medalje. V sabljanju sta jih za Avstro-Ogrsko prejela tudi prva športnika s Slovenskega: Rudolf Cvetko, ekipno srebro, in Richard Verderber, ekipno srebro v sablji in posamični bron v floretu.